# Psilacestes aureovittatus
Psilacestes aureovittatus är en skalbaggsart som först beskrevs av Aurivillius 1903.  Psilacestes aureovittatus ingår i släktet Psilacestes och familjen långhorningar. Inga underarter finns listade i Catalogue of Life.